# Trichrom-Färbung

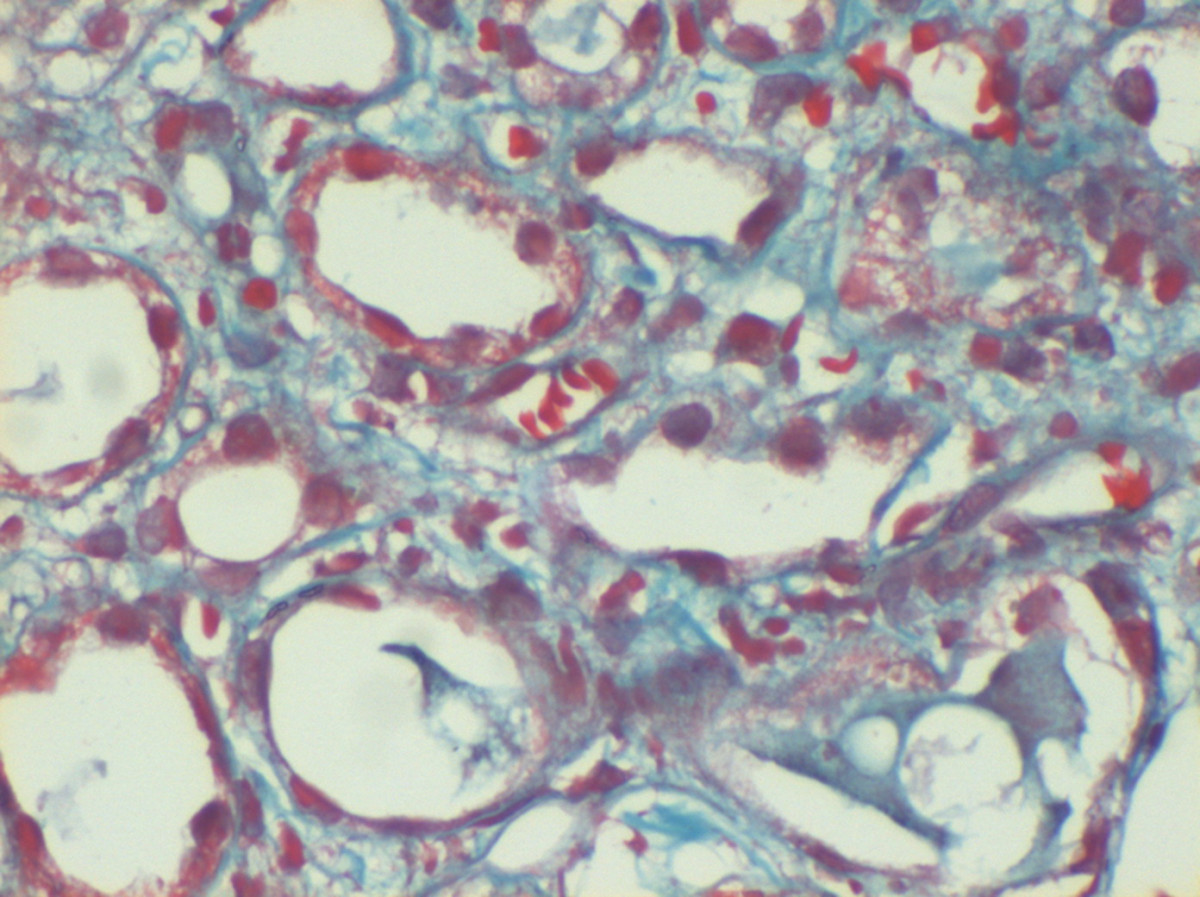
Geweitete peritubuläre Kapillargefäße mit Sichelzellen, nach Gömöri gefärbt.

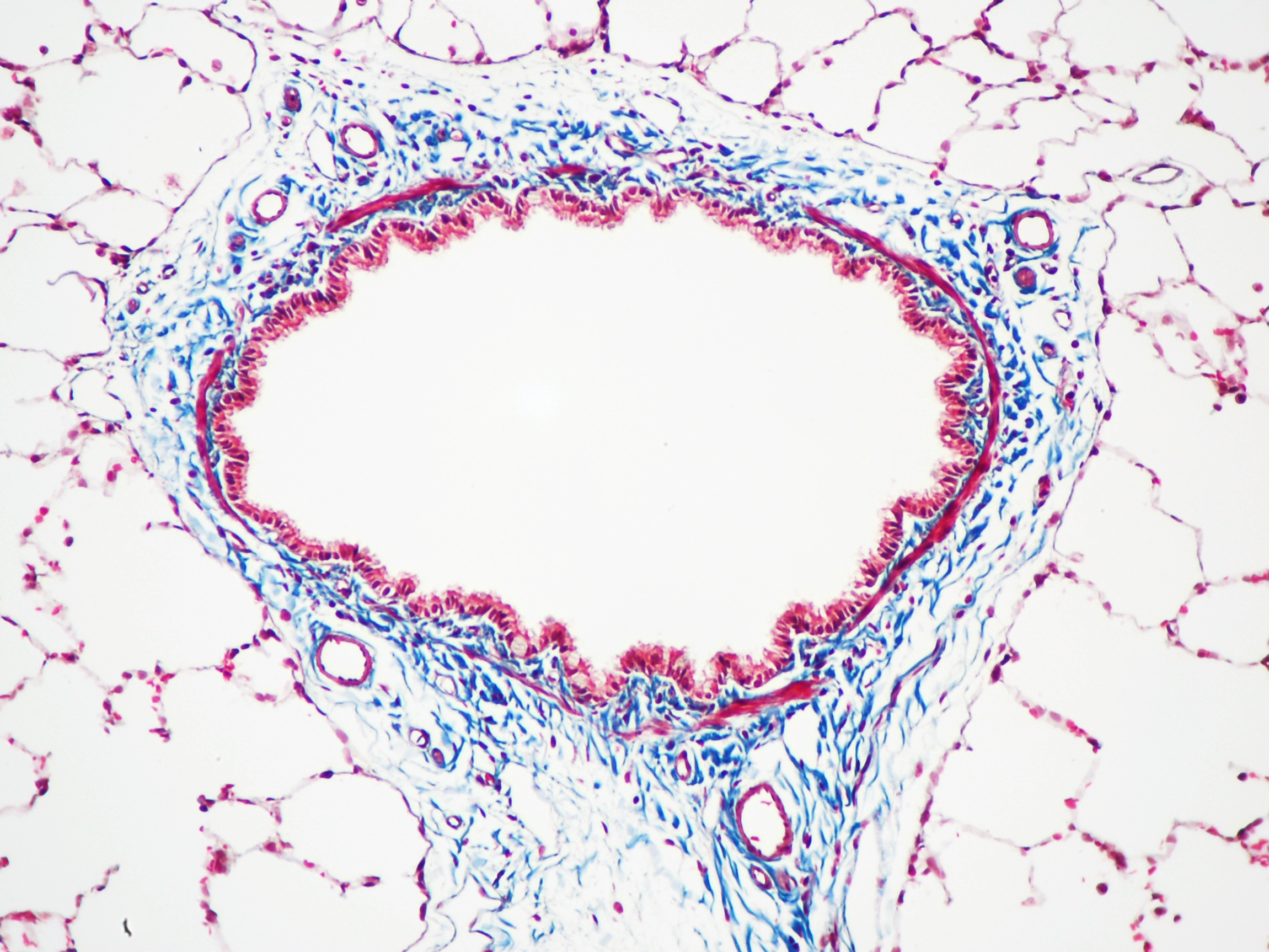
Lungengewebe der Ratte, nach Masson gefärbt. Das Bindegewebe ist blau, die Zellkerne dunkelrot bis lila und das Zytoplasma rot bis rosa.

Die Trichrom-Färbung ist eine Methode zur Färbung von Zellen und Geweben mit drei Farbstoffen (Chromophoren).

## Prinzip
Die Bezeichnung Trichrom leitet sich von der Verwendung von drei Farbstoffen ab, zum Beispiel die MSB-Trichrom-Färbung (Ponceau 6R zusammen mit Martinsgelb und Methylblau), Lendrum's Picro Mallory (synonym Lendrum's MSB) und Slidder's Martius, Scarlet and Blue (synonym Slidder's MSB). Die zu färbenden Präparate werden vor einer histologischen Färbung fixiert, was die Struktur der Zellen stabilisiert und die Autolyse unterbindet. Dabei werden verschiedene Fixiermittel verwendet z. B. eine zehnprozentige neutral gepufferte Formaldehyd-Lösung oder die Bouin-Lösung. Anschließend werden überschüssige Fixiermittel mit einem Puffer herausgewaschen, sofern die Färbung diese Vorbehandlung erfordert.

## Varianten
Die Varianten der Trichrom-Färbung sind chronologisch sortiert.
- Van-Gieson-Trichrom-Färbung[6][7]
- Mallory-Trichrom-Färbung[8][9]
- Masson-Trichrom-Färbung[10][11]
- Masson-Goldner-Trichrom-Färbung[12][13]
- Masson-Lillie-Trichrom-Färbung[14]
- Gömöri-Trichrom-Färbung[15][16]
- Wheatley-Trichrom-Färbung[17][18][19]
- ASTRIN-Trichrom-Färbung[20]
- Raţ-Trichrom-Färbung[21]